# Ute Brückner

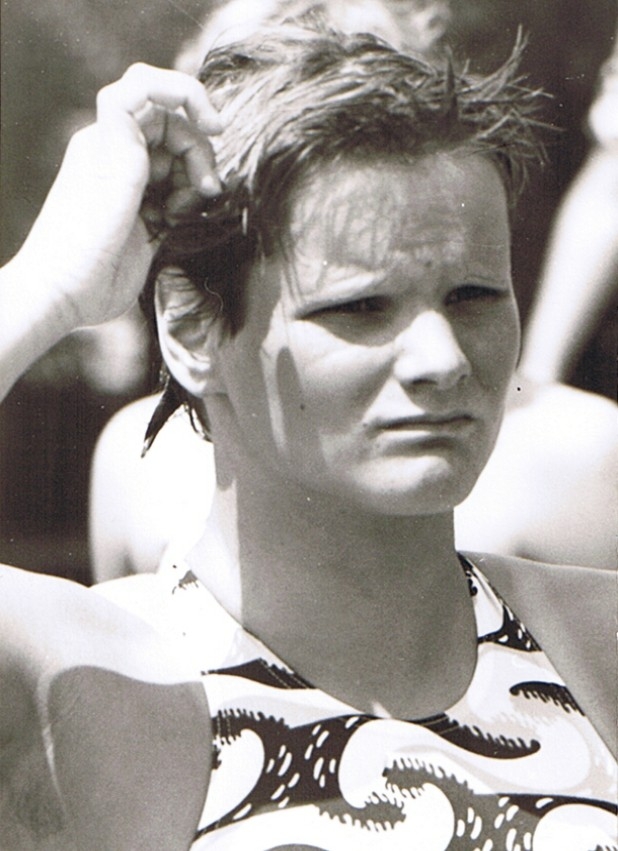
Ute Brückner (1975)

Ute Hascher-Brückner (* 1. Februar 1959 in Leipzig; geboren als: Ute Brückner) ist eine ehemalige deutsche Schwimmerin, die für die DDR gestartet ist. Sie war in der Zeit von 1969 bis 1977 sportlich aktiv.

## Werdegang
Brückner trainierte und startete seit 1969 für den SC DHfK Leipzig. Im Laufe der Jahre entwickelten sich Freistil und Schmetterling zu ihren Paradestrecken. Die ersten Erfolge gab es 1971. Im Jahre 1973 wurde sie Spartakiadesiegerin. Den größten internationalen Titel gewann Brückner bei den 2. Weltmeisterschaften 1975 in Cali/Kolumbien mit der 4-mal-100-Meter-Freistilstaffel der Frauen. Diese Staffel wurde nicht nur Weltmeister, sondern schwamm auch mit einer Zeit von 3:49,37 min Weltrekord und unterbot damit erstmals die Marke von 3:50 Minuten. Die Staffelbesetzung bestand aus Kornelia Ender, Claudia Hempel, Barbara Krause und als Schlussschwimmerin Ute Brückner. Brückner setzte sich auf dieser Strecke gegen Shirley Babashoff erfolgreich durch. Dieses Ereignis war Höhepunkt ihrer Laufbahn. Ihr Schwimmtrainer war Jochen Rudloff. Die Karriere von Ute Brückner endete 1977 mit den DDR-Meisterschaften in Leipzig.

## Erfolge
- Weltmeisterin 1975 (Freistilstaffel 4 × 100 m)
- DDR-Meisterin 1974 (Lagenstaffel 4 × 100 m)
- DDR-Meisterin 1975 (Lagenstaffel 4 × 100 m)
- DDR-Meisterin 1975 (400 m Freistil)
- Vize-DDR-Meisterin 1975 (Freistilstaffel 4 × 100 m)
- Vize-DDR-Meisterin 1977 (200 m Schmetterling)
- Bronze bei DDR-Meisterschaften 1974 (800 m Freistil)
- Bronze bei DDR-Meisterschaften 1975 (100 m Schmetterling)

## Auszeichnungen
- Meister des Sports
- Verdienter Meister des Sports

## Privates
Ute Brückner (jetzt Ute Hascher-Brückner) ist seit 1982 mit dem ehemaligen deutschen Schwimmtrainer Gerd Hascher verheiratet. Sie hat einen Sohn.